# Aorten-Wrapping
Unter Aorten-Wrapping versteht man die Ummantelung der Aorta im Bereich der Aorta ascendens mit einem externen Netz, das direkt an einer erweiterten Stelle der Aorta angebracht wird. Ziel dieses Verfahrens ist es, den Durchmesser der Aorta ascendens zu reduzieren und / oder zu stabilisieren . Es besteht weitgehender Konsens, dass ab einem Durchmesser von 55 mm in der Aorta ascendens eine operative Versorgung indiziert ist, Uneinigkeit herrscht jedoch bei der Behandlung mäßig dilatierter Aorten (Durchmesser zwischen 45 und 50mm), insbesondere bei älteren Patienten oder bei Vorliegen signifikanter Begleiterkrankungen.
Ein neuer klinischer Bedarf für eine Durchmesserreduktion oder Stabilisierung der Aorta ascendens ergibt sich zudem im Kontext der endovaskulären Behandlung eines Aortenbogenaneurysmas, bei der die Aorta ascendens als Landezone für eine Stentgraftimplantation dienen soll. Einerseits ist die Wachstumsrate des Aortendurchmesser höher wenn die Aorta bereits ektatisch ist. Dazu gilt ein Durchmesser von > 40 mm als Risikofaktor für die Entstehung einer akuten Aortendissektion, ausgelöst durch die Expansionskräfte des Stentgrafts – entweder intraoperativ oder in der Folgezeit. Schlussendlich ist die Auswahl an angemessenen Stentgrafts (> 45 mm Durchmesser) sehr begrenzt.

## 1. Theoretischer Hintergrund / Pathophysiologie
Die Entstehung eines Aortenaneurysmas ist bedingt oder begünstigt durch einen erhöhten Druck in der Aorta (arterielle Hypertonie) einerseits, andererseits durch eine gewisse Wandschwäche der Aortenwand. Rauchen, männliches Geschlecht und familiäre Belastung sind dabei die größten Risikofaktoren.

## 2. Technisches Vorgehen
Nach vollständiger medianer Sternotomie wird die aufsteigende Aorta präpariert und vom Sinus bis zum Ursprung der Truncus brachiocephalicus oder schließlich zur linken Arteria carotis communis freigelegt. Vor seiner Verwendung wurde das Polypropylen- oder Polyestergewebe entsprechend der vorgegebenen Größe mit einem sterilen Marker markiert. Der endgültige Querumfang der Aorta wird präoperativ berechnet, indem der beabsichtigte Aortendurchmesser mit 3,14 (Pi) multipliziert wurde, wodurch die Breite des Polypropylen/Polyester-Netzes bestimmt wird, das um die Aorta gewickelt werden soll. Wenn beispielsweise der geplante endgültige Aortendurchmesser 35 mm beträgt, wird zwei Längsmarkierungen in einem Abstand von (35 × 3,14 (Pi) = 109,9 mm, was auf 11 cm angenähert wird) 11 cm auf dem Netz platziert. Das markierte Netz wird um die aufsteigende Aorta gelegt und mit zwei proximalen Ankerstichen an der hinteren Aortenwand fixiert (Ticron 4.0). Diese werden proximal knapp über den Koronar-Sinus platziert, nachdem die linke und rechte Koronararterien identifiziert worden waren. Das Netz wird dann gemäß den vordefinierten markierten Linien mit einer Polypropylen-3.0-Naht (Blalock-Nahttechnik) vernäht, die an der sinotubulären Verbindung beginnt und nur proximal des Truncus brachiocephalicus endet. Es ist zu beachten, dass diese erste verlaufende Nahtlinie nicht die Aortenwand, sondern nur das Polypropylen/Polyester-Netz betrift. Nach Fertigstellung dieser ersten Fadenleitung wird der Blutdruck gesenkt, während die Naht gestrafft wird. Das fixierte Polypropylen/Polyester-Netz wird dann in der Länge geformt und der Eingriff durch eine zweite Nahtlinie abgeschlossen, die das Netz an der Aortenwand fixiert. Zusätzliche Verankerungsstiche wurden distal in der Nähe des Ursprungs des Truncus barchiocephalicus und in der Konkavität des proximalen Aortenbogens platziert. Bei allen Patienten wurde eine transösophageale Echokardiographie durchgeführt, um die Herzfunktion während des Eingriffs und die Auswirkungen der Rekonstruktion auf die Aortenklappenfunktion zu beurteilen. So wurden bei 716 Patienten in 13 Arbeiten lediglich 3 % erneute Dilatationen festgestellt im Bereich außerhalb des Wrappings bzw. des eingebrachten Netzes.

## 3. Indikationen/Kontraindikationen
Aszendierende Aortenaneurysmen, welche endoluminal Thromben oder kalkfrei sind und von weniger als 70 mm Durchmesser können mit einem externen Wrapping versorgt werden. Dadurch kann ein Remodelling der Aorta erreicht werden, starke Verkalkungen oder weiche Atheromatöse Plaques im Bereich des Wrappings gelten als relative Kontraindikationen wegen der Gefahr der Plaque-Ruptur und der Embolistionsgefahr. Eine Porzellan Aorta stellt eine absolute Kontraindikation dar. Ebenfalls eine schwere Aorteninsuffizienz.
Über 70 mm Durchmesser erschweren das Freilegen der Aorta und bergen das Risiko einer Wandruptur der Aorta oder gegebenenfalls der Pulmonalarterie. Dazu können bei großen Durchmessern endoluminalen Faltenbildungen entstehen, welche theoretisch zu Flussstörungen des Blutes im Innern des Lumens führen können.
Schwere Komorbiditäten wie schwere renale Insuffizienz, schwere kardiale oder pulmonale Insuffizienstenz stellen relative Kontraindikationen dar und bedürfen ein differenziertes Vorgehen!

## 4. Resultate
Insgesamt wurden 33 iAA -Patienten mit einem Durchschnittsalter von 66,8 Jahren (SD: 11) mittels Wrapping mit einem Polypropylen- oder Polyesternetz behandelt. Im gleichen Studienzeitraum wurden 130 Fälle pro Jahr durch einen offenen Aortenersatz in aufsteigender Richtung behandelt. Alle Wrappping-Fälle wurden elektiv durchgeführt. Der durchschnittliche EuroSCORE II lag bei 12,36 %. Bei 8 (24 %) Patienten wurde in der präoperativen Echokardiographie eine moderate Aortenklappeninsuffizienz aufgrund einer Beeinträchtigung der normalen sinotubulären Geometrie beobachtet. Ein anderer Patient hatte eine leichte bis schwere Aortenklappenstenose. Zehn Patienten (30 %) wiesen neben der iAA eine zusätzliche Aortenerkrankung auf. Zwei dieser Patienten wurden vor dem Wrapping behandelt, 4 wurden nach dem Wrapping behandelt und 4 Patienten stehen unter radiologischer Beobachtung. Der präoperative mittlere maximale Durchmesser der iAA betrug 5,5 cm (SD: 0,6). Bei 29 (88 %) Patienten wurde die aufsteigende Aorta mit einem Polypropylennetz (Prolen; Ethicon, USA); in den restlichen 4 (12 %) Fällen, die zu Beginn unserer Erfahrung durchgeführt wurden, wurde ein Polyesternetz (Mersilene; Ethicon, USA) verwendet. Es gab keine frühe oder späte Sterblichkeit. Bei drei Patienten (9 %) traten frühe postoperative Komplikationen auf. Ein Patient erlitt während eines postoperativen septischen Schocks, der durch eine medikamentöse Therapie behandelt wurde, eine vorübergehende Ischämie des vorderen Rückenmarks. Ein anderer Patient hatte eine vorübergehende zerebrale ischämische Attacke aufgrund einer Episode von postoperativem Herzkammerflimmern, die medizinisch behandelt wurde. Die dritte Komplikation war eine sternale Blutung, die eine chirurgische Revision erforderte. In den 8 Fällen mit mäßiger Aortenklappeninsuffizienz zeigte die intraoperative transösophageale Echokardiographie eine Normalisierung der Klappenfunktion nach Abschluss der Wrapping Therapie mit einem Polypropylen/Polyester-Netz. Bei den anderen 25 Patienten mit normaler Herzfunktion wurden keine Veränderungen der Klappenmorphologie und/oder -funktion beobachtet. Die postoperative mittlere maximale Durchmesser der aufsteigenden Aorta betrug 3,7 cm (SD: 0,3), was eine mittlere Reduktion von 30 % (P = 0,001) bedeutet. Die durchschnittliche Verweildauer im Krankenhaus betrug 8 Tage (SD: 1,9) und die mittlere Verweildauer auf der Intensivstation 1,3 Tage. Die mediane Nachbeobachtungszeit betrug 33,47 Monate (Spanne: 1–106 Monate), wobei 28, 15 bzw. 11 der 33 Patienten länger als 1, 3 bzw. 5 Jahre beobachtet wurden. Während der Nachbeobachtung gingen keine Patienten verloren. Während der Nachbeobachtung zeigte die CT keine relevanten Größenunterschiede im Vergleich zu postoperativen Messungen vor der Entlassung, keine Erosion und keine Migration. Nach 9 Monaten Nachbeobachtung wurde 1 Patient einer transfemoralen Transkatheter-Aortenklappenimplantation (TAVI) unterzogen, ohne dass es zu Komplikationen aufgrund einer leichten bis schweren Aortenklappenstenose kam. Dieser Patient litt bereits vor der Wrapping Therapie-Operation an einer leichten Aortenklappenstenose, lehnte aber zu diesem Zeitpunkt einen offenen Klappenreparatureingriff ab. Die geschätzte Freiheitsrate durch aufsteigende und Aortenwurzelreintervention nach 5 Jahren betrug 94 % (Abb. 4). Während der Nachbeobachtungszeit trat kein Todesfall auf. Die CT vor der Entlassung zeigte keine signifikante Aortenwandfalte
Bei moderaten (40 bis 50 mm Durchmesser) aortalen Dilatationen im Bereich der aszendierenden Aorta kann das externe Wrapping zu einer direkten kausalen Zusammenhangsumkehren und zu einem Remodelling der Wandschichten führen, was sich auch positiv auf benachbarte Abschnitte der Aorta auswirken kann. In frühen Stadien eingesetzt, können irreversible Veränderungen an der Aortenwand vermieden werden. Biomechanische Untersuchungen haben ergeben, dass diese Versorgungstechnik den Wandstress im aneurysmatischen Teil der Aorta signifikant reduzieren kann und damit auch das Risiko der Ruptur. Besonders vorteilhaft ist die Durchführung des Wrappings im Rahmen anderer kardialer Operationen wie Aortenklappenersatz und ähnliches. Dabei wird das Operationsrisiko nicht erhöht.

## 5. Komplikationen
Sekundäre Dislokation des Wrappings bei unangemessener transparietaler Fixierung. Es kann dadurch zum weiteren Wachstum des Aneurysmas kommen oder zur Ruptur oder Dissektion.
Erosionen durch das Fremdmaterial und Fistelbildungen mit oder zu Nachbarorganen. Letztere wurden nie bei der Anwendung eines Meshgraft beschrieben.

## 6. Historische Alternativen
In frühen Phasen wurde versucht, das dilatierte Segment der Aorta oval zu exzidieren und direkt zu vernähen(Aneurysmoraphie). Dies zeigte gegenüber dem offenen Ersatz der aszendierenden Aorta eine geringere Komplikationsrate, aber auch eine geringere Erfolgsrate. Teils wurde dieser Eingriff durch ein zusätzliches Wrapping ergänzt.